# Castello Spinola-Mignacco
Il castello Spinola-Mignacco o castello di Piano è un palazzo risalente al XVI secolo che fu dimora della famiglia Spinola in località Piano, nell'odierno comune di Isola del Cantone, nella città metropolitana di Genova.

## Storia
Le fonti storiche attribuiscono al capitano Guglielmo II Spinola la decisione dell'edificazione di una nuova residenza, opera che avvenne molto probabilmente tra il 1553 e il 1562 e quindi in epoca più tardiva rispetto al castello Spinola di Isola.
L'attuale denominazione Mignacco venne aggiunta dopo l'acquisizione del castello, nel 1865, da parte di Michele Mignacco e ancora oggi la proprietà sul castello appartiene ai discendenti della famiglia.

## Descrizione
Destinato a dimora residenziale più che a fortezza difensiva, si presenta su uno sperone di roccia, nei pressi della confluenza tra il torrente Vobbia con lo Scrivia, con una struttura a pianta quadrata.
La corte della fortezza, formata da un muro spesso, è raggiungibile attraverso un portale tra le due torri circolari; il corpo principale, anch'esso di forma quadrata, è sviluppato su tre livelli.